# Pohár mistrů evropských zemí 1977/1978
Sezóna 1977/78 byla 23. ročníkem Poháru mistrů evropských zemí. Jejím vítězem se stal anglický klub Liverpool FC, který tak obhájil titul z minulého ročníku.

## První kolo
| Domácí v 1. zápase  | Celkem         | Hosté v 1. zápase        | 1. zápas | 2. zápas |
| ------------------- | -------------- | ------------------------ | -------- | -------- |
| Celtic FC           | 11–1           | Jeunesse Esch            | 5–0      | 6–1      |
| FC Basel 1893       | 2–3            | Wacker Innsbruck         | 1–3      | 1–0      |
| CZ Bělehrad         | 6–0            | Sligo Rovers             | 3–0      | 3–0      |
| Vasas               | 1–4            | Borussia Mönchengladbach | 0–3      | 1–1      |
| Benfica SL          | 0–0 (4–1 pen.) | FK Torpedo Moskva        | 0–0      | 0–0      |
| Trabzonspor         | 1–2            | Boldklubben 1903         | 1–0      | 0–2      |
| Liverpool FC        |                | neznámá vlajka           | –        | –        |
| Dynamo Drážďany     | 3–2            | Halmstad                 | 2–0      | 1–2      |
| PFK Levski Sofia    | 5–2            | Śląsk Wrocław            | 3–0      | 2–2      |
| Lillestrøm          | 2–4            | Ajax                     | 2–0      | 0–4      |
| Valur               | 1–2            | Glentoran                | 1–0      | 0–2      |
| Omonia              | 0–5            | Juventus FC              | 0–3      | 0–2      |
| KuPS                | 2–9            | Club Brugge KV           | 0–4      | 2–5      |
| Floriana            | 1–5            | Panathinaikos FC         | 1–1      | 0–4      |
| Dukla Praha         | 1–1 (v)        | Nantes                   | 1–1      | 0–0      |
| FC Dinamo București | 2–3            | Atlético Madrid          | 2–1      | 0–2      |

## Druhé kolo
| Domácí v 1. zápase | Celkem | Hosté v 1. zápase        | 1. zápas | 2. zápas |
| ------------------ | ------ | ------------------------ | -------- | -------- |
| Celtic FC          | 2–4    | Wacker Innsbruck         | 2–1      | 0–3      |
| CZ Bělehrad        | 1–8    | Borussia Mönchengladbach | 0–3      | 1–5      |
| Benfica SL         | 2–0    | Boldklubben 1903         | 1–0      | 1–0      |
| Liverpool FC       | 6–3    | Dynamo Drážďany          | 5–1      | 1–2      |
| PFK Levski Sofia   | 2–4    | Ajax                     | 1–2      | 1–2      |
| Glentoran          | 0–6    | Juventus FC              | 0–1      | 0–5      |
| Club Brugge KV     | 2–1    | Panathinaikos FC         | 2–0      | 0–1      |
| Nantes             | 2–3    | Atlético Madrid          | 1–1      | 1–2      |

## Čtvrtfinále
| Domácí v 1. zápase | Celkem        | Hosté v 1. zápase        | 1. zápas | 2. zápas |
| ------------------ | ------------- | ------------------------ | -------- | -------- |
| Wacker Innsbruck   | 3–3 (v)       | Borussia Mönchengladbach | 3–1      | 0–2      |
| Benfica SL         | 2–6           | Liverpool FC             | 1–2      | 1–4      |
| Ajax               | 2–2 (0–3pen.) | Juventus FC              | 1–1      | 1–1      |
| Club Brugge KV     | 4–3           | Atlético Madrid          | 2–0      | 2–3      |

## Semifinále
| Domácí v 1. zápase       | Celkem | Hosté v 1. zápase | 1. zápas | 2. zápas |
| ------------------------ | ------ | ----------------- | -------- | -------- |
| Borussia Mönchengladbach | 2–4    | Liverpool FC      | 2–1      | 0–3      |
| Juventus FC              | 1–2    | Club Brugge KV    | 1–0      | 0–2      |

## Finále
| 10. května 1978    |        |                |                                                                              |
| Liverpool FC       | 1 – 0  | Club Brugge KV | Stadion Wembley, Londýn diváci: 92 000 rozhodčí: Charles Corver (Nizozemsko) |
| Kenny Dalglish 65' | Report |                | Stadion Wembley, Londýn diváci: 92 000 rozhodčí: Charles Corver (Nizozemsko) |

## Vítěz
| Pohár mistrů evropských zemí 1977/78 Liverpool FC (2. titul) Ray Clemence, Phil Neal, Alan Hansen, Phil Thompson, Ray Kennedy, Emlyn Hughes , Kenny Dalglish, Jimmy Case, David Fairclough, Terry McDermott, Graeme Souness, Steve Heighway, Steve Ogrizovic, Joey Jones, Colin Irwin, Ian Callaghan Trenér: Bob Paisley |